# Laukasjön
Laukasjön är en sjö i Storumans kommun i Lappland och ingår i Umeälvens huvudavrinningsområde. Sjön har en area på 0,748 kvadratkilometer och ligger 643,2 meter över havet. Laukasjön ligger i Vindelfjällen Natura 2000-område. Sjön avvattnas av vattendraget Laukabäcken.

## Delavrinningsområde
Laukasjön ingår i det delavrinningsområde (728330-150725) som SMHI kallar för Utloppet av Laukasjön. Medelhöjden är 653 meter över havet och ytan är 2,53 kvadratkilometer. Det finns inga avrinningsområden uppströms utan avrinningsområdet är högsta punkten. Laukabäcken som avvattnar avrinningsområdet har biflödesordning 3, vilket innebär att vattnet flödar genom totalt 3 vattendrag innan det når havet efter 346 kilometer. Avrinningsområdet består mestadels av skog (68 procent). Avrinningsområdet har 0,8 kvadratkilometer vattenytor vilket ger det en sjöprocent på 31,6 procent.